# Lindenstumpf
Der Lindenstumpf ist ein Berg in der südlichen Rhön, etwa einen Kilometer nördlich der bayerischen Gemeinde Schondra und 500 Meter südwestlich der Bundesautobahn 7 im Landkreis Bad Kissingen. Der Lindenstumpf hat eine Höhe von 500 Meter über Normalnull, überragt die Umgebung aber nur um etwa 40 Meter. Sein Gipfel weist eine etwa 350 × 200 Meter weite und 25 Meter tiefe Grube auf, die auf einen ehemaligen Basaltsteinbruch zurückgeht. Das gesamte Areal mit etwa 9,8 Hektar wurde am 8. Februar 1994 als Geschützter Landschaftsbestandteil ausgezeichnet.

## Beschreibung

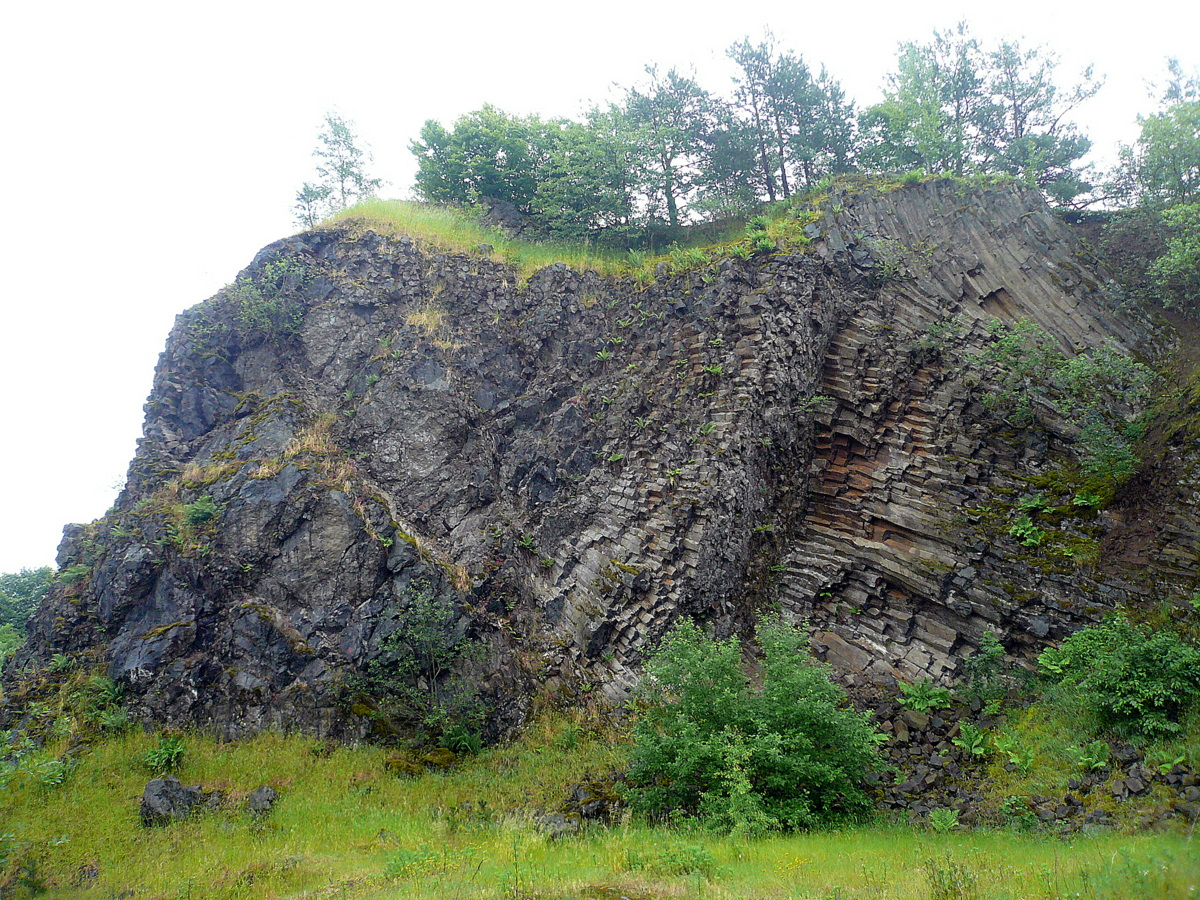
Basaltwand mit überwiegend horizontal liegenden Basaltprismen

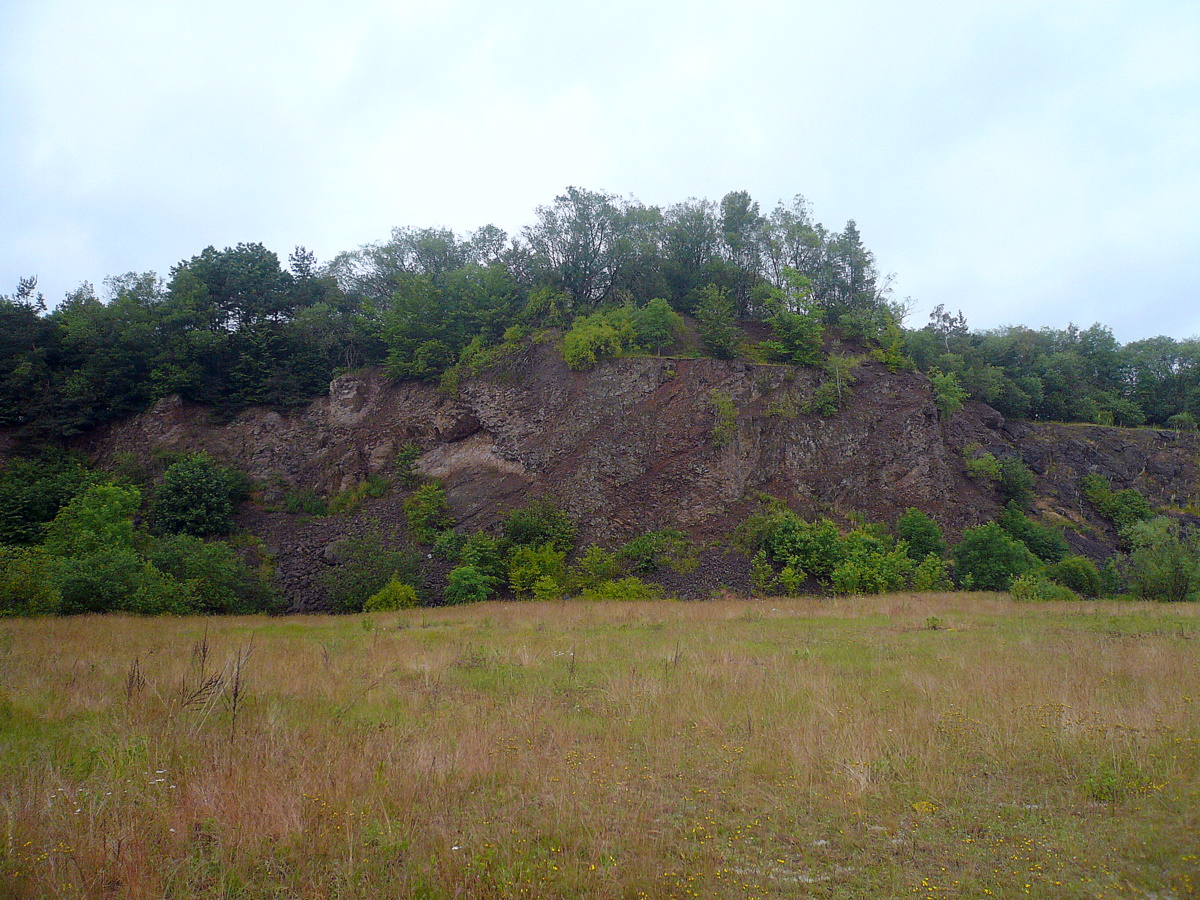
Ehemalige Steinbruchwand

Der Lindenstumpf ist nur eine der zahlreichen Basaltkuppen der Rhön. Der Rhön-Vulkanismus währte vom späten Oligozän (ca. 25 mya) bis ins frühe Pliozän (ca. 5 mya). Der Basalt, der heute im ehemaligen Steinbruch aufgeschlossen ist, stammt von Magma, das nicht bis an die Erdoberfläche gelangte, sondern im Schlot des Lindenstumpf-Vulkans erkaltete. Durch den Steinbruchbetrieb wurde dieser Schlot angeschnitten. Daher sind dort heute deutlich ausgeprägte Basaltsäulen zu beobachten, die durch die relativ langsame Abkühlung der basaltischen Lava entstanden. Sie sind radialstrahlig angeordnet und steigen zur Mitte hin immer flacher an, ähnlich wie bei einem Kohlenmeiler – man spricht hier deshalb auch von Meilerstellung. Da Basaltsäulen immer senkrecht zum Temperaturgradienten orientiert sind, deutet diese Stellung darauf hin, dass hier der Schlot in einen Deckenerguss überging, der bereits lange vor Einrichtung des Steinbruches auf natürlichem Weg wieder erodiert worden ist.
Der Lindenstumpf ist von parallel zum Hang verlaufenden Hecken auf Lesesteinwällen und dazwischen liegenden Wiesen umgeben. Die relativ ebene ehemalige Steinbruchsohle ist fast vollständig von der etwa 25 Meter hohen, künstlichen Abbruchkante aus Basalt umschlossen. Nur an der Südseite befindet sich eine wenige Meter breite Öffnung, durch die seinerzeit der frisch gebrochene Basalt abtransportiert wurde. Auf der ehemaligen Steinbruchsohle gibt es kleine Schuttkegel und Mulden. Dort breiten sich Trockenrasen und moos- und flechtenbewachsene Flächen mit aufkommenden Gehölzen aus. Auf staunassen Flächen befinden sich Amphibienlaichplätze. Oberhalb der Abbruchkante, auf dem Grubenrand, wachsen Buchen und Hainbuchen.

## Basaltabbau
Im Jahre 1965 wurde am Lindenstumpf beim Bau der A 7 von Fulda nach Würzburg ein Basaltsteinbruch mit Aufbereitungsanlagen für Splitt und Edelsplitt eingerichtet. Innerhalb von zwei Jahren wurden etwa 1,8 Millionen Tonnen Basalt abgebaut und verarbeitet. Das entspricht einer durchschnittlichen täglichen Leistung von mehr als 5000 Tonnen. Betreiber der Anlage war die Arge Autobahn-Deckenlos F21 in Unterriedenberg. Nach der Stilllegung 1967 wurde die Aufbereitungsanlage demontiert. Da eine zunächst vorgesehene Verfüllung des Steinbruchs mit Bauschutt unterblieb, zeugt noch heute die Grube vom ehemaligen Steinbruch.

## Geotop
Der Basaltbruch ist vom Bayerischen Landesamt für Umwelt als Geotop (672R003) ausgewiesen und gehört zu den 100 schönsten Geotopen Bayerns